# Wolff Eberhard von Ehrenberg
Wolf(f) Eberhard von Ehrenberg († 16. Juli 1597) war ein Spross der Familie von Ehrenberg. Er war kurmainzischer Oberamtmann in Miltenberg.

## Leben
Wolff Eberhard von Ehrenberg war der jüngste Sohn Dietrichs II. von Ehrenberg (1532–1585), der ebenfalls Oberamtmann in Miltenberg gewesen war. Sein ältester Bruder Johann Dietrich († 1612) wurde Domherr in Mainz, der zweitälteste Bruder Wolf Albrecht von Ehrenberg (1572–1604) wurde Oberamtmann in Miltenberg, markgräflich badischer Rat und Oberamtmann im Oberamt Rastatt, der dritte Bruder Ernst Dietrich starb früh.
Wolff Eberhard war seit 1568 verheiratet mit Agnes Elisabeth Knebel von Katzenelnbogen. Die Ehe blieb kinderlos. Er war von 1588 bis 1601 Oberamtmann in Miltenberg, sein Nachfolger war Balthasar von Dalberg. Wolff Eberhard besaß als Stadthaus das ehemalige Oberamtsgebäude im Schwarzviertel.

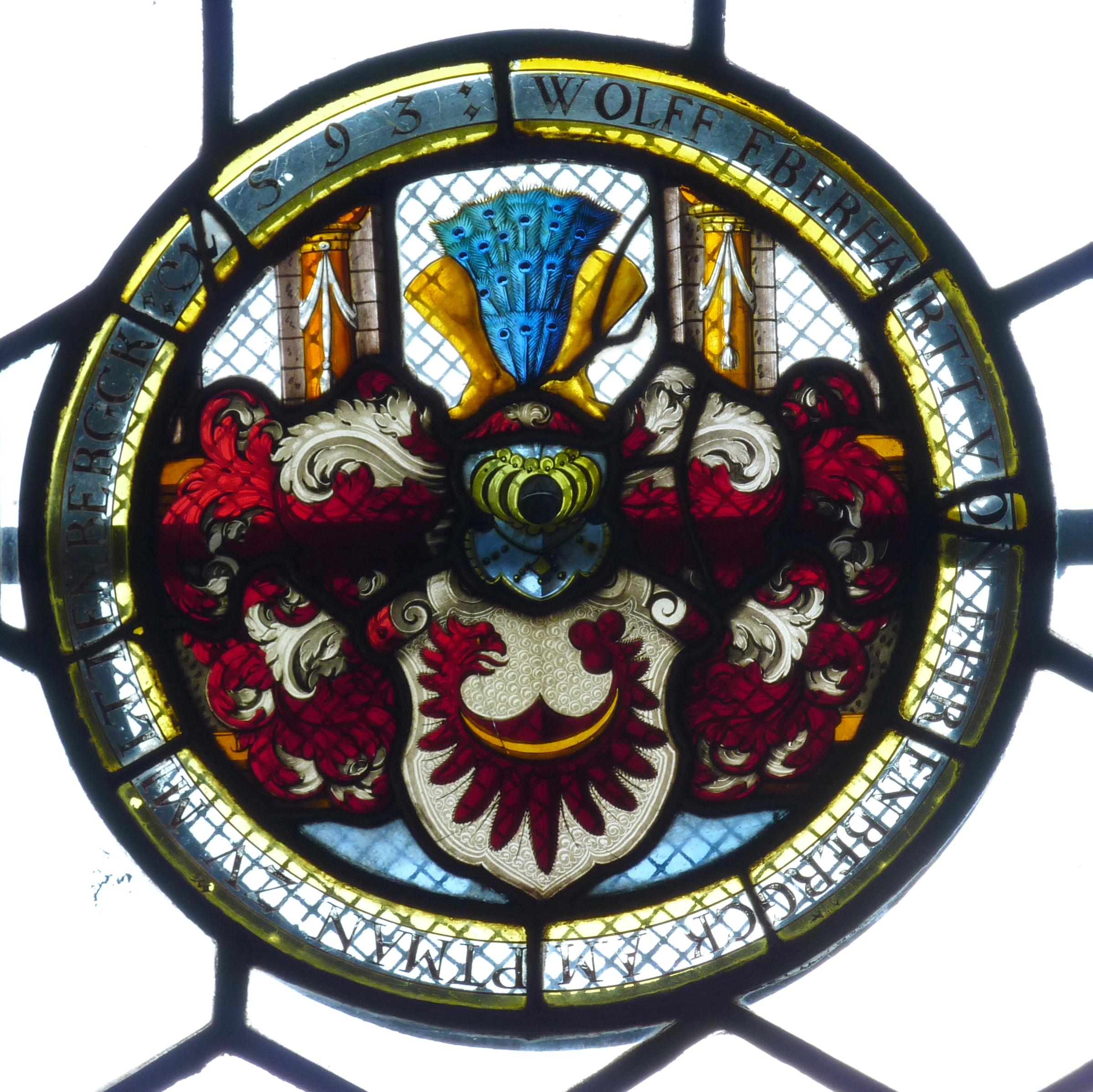
Wappenscheibe des Wolff Eberhard von Ehrenberg

Im Sitzungssaal des Rathauses von Bürgstadt befindet sich seine Wappenscheibe, da er als Amtsträger des Erzstifts Mainz auch für Bürgstadt zuständig war. Die Umschrift lautet: „WOLFF EBERHARDTT VON EHRENBERCK, AMTMANN ZU MILTENBERGCK, ANNO 1593“. Bereits in der Bauinschrift über dem Hauptportal des ein Jahr zuvor vollendeten Rathauses wird er gleich nach seinem Dienstherrn, dem Mainzer Erzbischof Wolfgang von Dalberg, genannt: „DER ERNVEST WOLFF EBERHARD VO ERNBERG WAR AMBTMAN GLEICH ZU MILTENBERG“.